# 宝兴耳蕨
宝兴耳蕨（学名：Polystichum baoxingense）为鳞毛蕨科耳蕨属下的一个种。

## 扩展阅读
- 維基物種上的相關：宝兴耳蕨